# 점 (기하학)

유클리드 평면에서 여러 개의 점들을 빨간 색으로 나타낸 것

기하학에서, 점(點, 영어: point)은 크기가 없고 위치만 있는 도형이다. 점은 0차원으로서 공간을 이루는 가장 기본적인 요소이며, 선, 면 등을 구성한다. 점은 일반적으로 점을 찍어 나타내지만 수학적으로는 보이지 않고 넓이를 가지지 않는 것으로 간주한다.

## 유클리드의 정의
유클리드 기하학에서 사용하는 점의 정의와 공리
제1권 정의 1. 점은 위치를 갖지만 차원은 없다. 즉 쪼갤수 없는 것이다.
제1권 정의 16,17 등에서 원과 원점 등을 정의할 때 사용되기도 한다.
제1권 공리 1. 어떤점에서 어떤 또다른 점으로 직선을 그릴수있다. 따라서, 유한한 직선의 양끝은 점이다.

## 삼각함수에서의 점의 좌표
| |
| 단위원을 예약해보면, 삼각함수는 {\displaystyle \left({\text{cos}}\;\;,{\text{sin}}\;\;\right)}의 좌표체계를 보여준다. |

## 같이 보기
- 두 점 사이의 거리
- 삼각함수